# Disney Games and Interactive Experiences

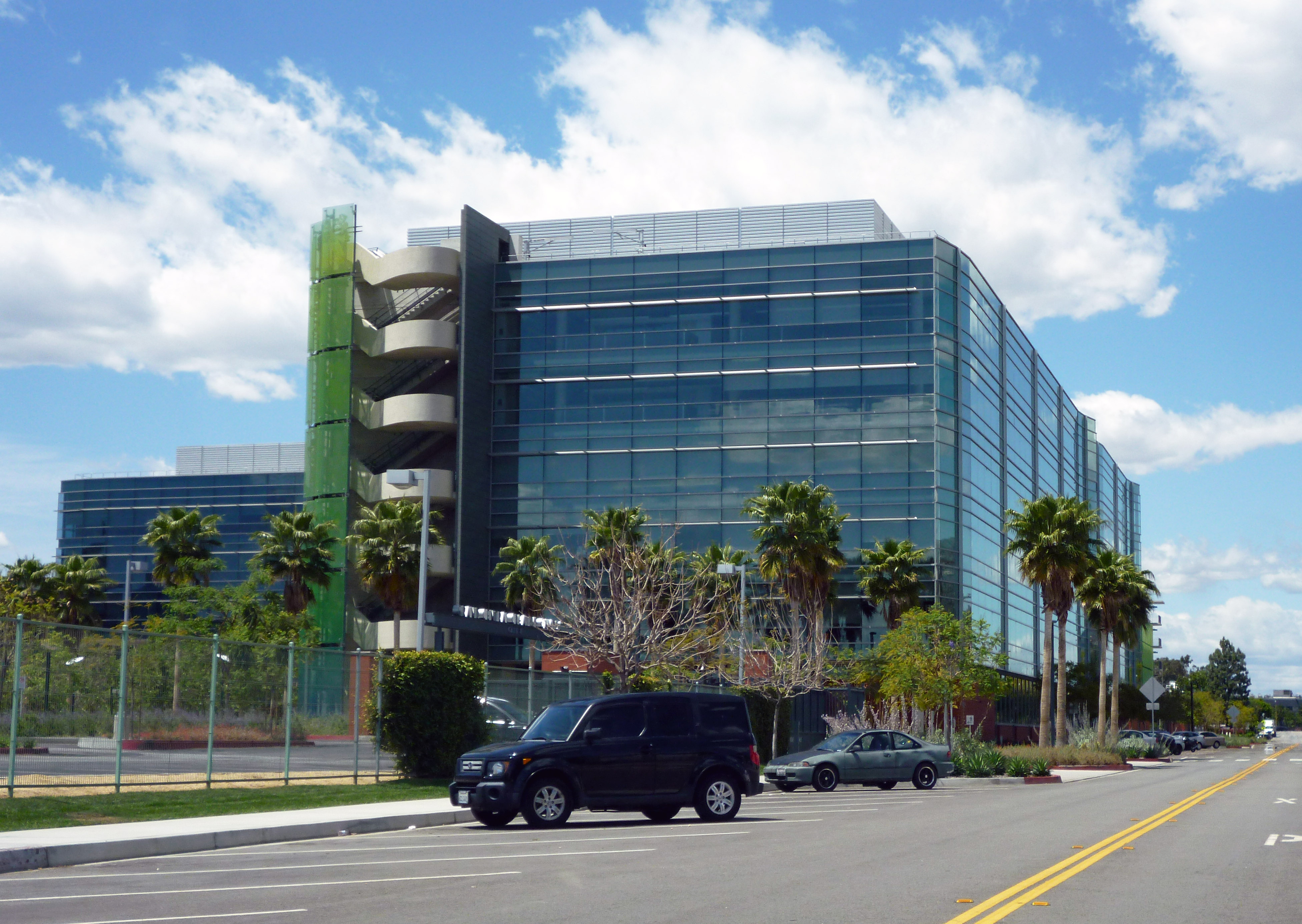
La sede de Disney Interactive en Glendale, California.

Disney Games and Interactive Experiences (originalmente establecida como Disney Interactive, Disney Interactive Media Group y Walt Disney Internet Group) es una compañía estadounidense que supervisa varios sitios web y medios interactivos propiedad de Walt Disney Parks, Experiences and Products, una división de The Walt Disney Company.

## Historia
En diciembre de 1994, Disney anunció que establecería una nueva división dedicada a la realización de juegos de computadora y software para consolas de videojuegos llamados Disney Interactive. El personal inicial consistía en 200 empleados recién contratados. La compañía se estableció formalmente a mediados de 1995. El 23 de agosto de 1995, Disney Interactivo formó la unidad Disney Online.

### Buena Vista Internet Group
Disney compró un tercio de las acciones de Starwave el 3 de abril de 1997 por la suma de 100 millones de dólares. Disney se registró en enero de 1998 como go.com. Ejerciendo sus opciones, Disney adquirió las acciones en circulación de Starwave del empresario Paul Allen en abril de 1998. En junio del mismo año, Disney comerció el 43% de Infoseek a cambio de Starwave y 70 millones de dólares.  Infoseek y Disney Online comenzaron un proyecto para el desarrollo de Go Network, un portal de internet. Con la compra de Disney del resto de Infoseek en julio de 1999, Go Network, Infoseek, el Catálogo Disney, Disney Online (Disney.com y DisneyStore.com), la cadena de noticias por internet ABC News y ESPN en conjunción del Buena Vista Internet Group fueron fusionados en la compañía Go.com.
El portal de Go.com fue cerrado en 2001 con un costo total de 878 millones en cargos.
En 2004, Disney reactivó la identidad de Starwave como Starwave Móvil, la cual publica juegos de bajo perfil para celular encargados por marcas deslindadas del nombre Disney, siendo ésta un conglomerado o tercero en el proceso. En diciembre de 2004 y con asociación de Indiagames, el Walt Disney Internet Group estrenó Disney Games, fondos de pantalla y tonos de celular en el Mercado Indio, los cuales están disponibles en AirTel.
El grupo compró Living Mobile, una empresa europea dedicada al desarrollo de juegos para celular y editora desde noviembre del 2005.

### Interactive Media Group
El 5 de junio del 2008, los Disney Interactive Studios y el Walt Disney Internet Group, se unieron como una sola empresa conocida como Disney Interactive Media Group. En 2009, la división de Disney Interactive, Disney Online, compró múltiples sitios web de la empresa Kaboose.
En julio del 2010, Disney Interactive compró Playdom por 563.2 millones de dólares junto la empresa Tapulous para su división Disney Mobile. El primero de julio, Disney Interactive declaró la adquisición de Tapulous, el estudio que desarrolló la franquicia de juegos para iOS, Tap Tap Revenge. En octubre, los copresidentes John Pleasants y James Pitaro fueron llamados por Disney Interactive con órdenes de convertir la compañía en rentable.
En enero de 2011, Disney Interactive clausuró el estudio de juegos Propaganda Games y despidió a 200 empleados a finales del mes. Los copresidentes pusieron a los estudios Blackrock, Junction Point, Avalanche, Wideload y Gamestar bajo su nuevo desarrollador de videojuegos, Alex Seropian mientras que el creador de Penguin, Lane Merrifield era asignado a iniciativas de juego para niños y familias, estando a cargo de la producción y marketing una nueva unidad de edición. El 18 de febrero, Disney Interactive compró Togetherville, una red social para preadolescentes. En ese mismo mes, Disney compró Rockey Pack, una compañía desarrolladora de videojuegos fundada en Finlandia con un plugin en el sistema de desarrollo de juegos gratis. En noviembre, Disney Interactive adquirió Babble Media Inc.
En abril del 2012, se anunciaron tres series web dirigidas hacia las madres: "Moms of", "That's Fresh" y "Thinking Up."  Para octubre, Disney Interactive tuvo 15 trimestres consecutivos de pérdidas, con un total de 977 millones de dólares en pérdidas. Lane Merrifield, el fundador de Club Penguin, renunció después del conflicto con Pleasants. En el mismo mes, Disney Interactive anunció "Toy Box",Una iniciativa de juego multiplataforma donde los personajes de Pixar y Disney interactuarán desde un juego de consola a múltiples aplicaciones móviles y en línea.

### Disney Interactive
En mayo de 2012, Disney Interactive Media Group cambió su nombre a Disney Interactive (DI).[cita requerida]
El mes de enero de 2013, la división de Disney Interactive Avalanche Software dio a conocer el juego multiplataformas Disney Infinity, junto con una línea de juguetes. También en enero, Disney Interactive anunció el cierre de los Junction Point Studios.
En octubre de 2013, Disney anunció que su división Interactiva había tenido ganancias para su trimestre en septiembre de 16 millones de dólares basadas en parte por la venta de Disney Infinity y a la unión de sus dos mitades bajo las órdenes de un mismo presidente.
En marzo de 2014, Disney Interactive declaró el despido de 700 personas, o un cuarto de su personal al combinar sus dos unidades de juego, móviles y sociales debido a la poca popularidad de los juegos de Facebook y el cierre de algunos sitios web de Disney Online. Informaron que se concentrarían menos en la publicidad y más en patrocinios para Disney Online y el desarrollo de juegos con licencia. Aun si algunos esfuerzos han demostrado generar ganancias, como una app en Japón y la línea de juguetes Infinity, el segmento como un todo ha demostrado no ser rentable para Disney.
Disney Interactive se fusionó con Disney Consumer Products el 29 de junio de 2015, formando una nueva división llamada "Disney Consumer Products and Interactive Media".

## Unidades
- Disney Inetractive Studios[18]
  - Rocket Pack[24]
  - Avalanche Software
  - Gamestar
- Disney Online Studios
  - Club Penguin (Cerrado)
  - Star Wars: Attack Squadrons (Cancelado)
  - Toontown Online (Cerrado)
  - Pirates of the Caribbean Online (Cerrado)
  - Disney Fairies: Pixie Hollow (Cerrado)
  - Virtual Magic Kingdom (Cerrado)
- Disney Online
- Disney Mobile[30]
  - Tapulous[3] (Cerrado)
- Playdom, (Cerrado) productor de juegos de bajo perfil para redes sociales como Facebook y MySpace.[20]

### Disney Online
Disney Online es una división de Disney Interactive a cargo de la mayoría del portafolio en línea de Disney.

#### Historia de Disney Online
El 23 de agosto de 1995, Disney Interactive formó Disney Online con Jake Winebaum como presidente. El 19 de noviembre de 1996, la apertura de DisneyStore.com fue abierta como una unidad de negocio de Disney Online. El sitio web family.com fue abierto el 9 de diciembre de 1996.
Disney anunció el 18 de abril de 1997 la compra del sitio web Starwave's Family Planet y su fusión con Family.com.  El sitio web Disney Daily Blast (dailyblast.com) es oficialmente lanzado el 23 de abril con un plan de suscripción y contenido actualizado diariamente dirigido a jóvenes espectadores.
En julio de 1998, Disney Online anunció dig.com, Disney Internet Guide, una guía web apta para niños lanzada en junio del mismo año y cancelado un año después en junio para concentrarse en Infoseek/Go Network.
A finales de 2007, Disney Interactivo compró el sitio web de medios, IParenting. Disney vendió la página movies.com a la compañía Fandango en junio de 2008. Disney Online compró en 2008, Take 180 de Chris Williams, quien permanece hasta abril de 2012 como vicepresidente y director general de Disney Online Originals, quien tomó Take 180 como centro creativo. En 2009, Disney Online compró de la compañía Kaboose múltiples sitios web tales como: Kaboose.com, Babyzone.com, AmazingMoms.com, Funschool.com y Zeeks.com, uniéndolos en la cadena familiar de Disney. Disney.com adquirió Kerpoof en febrero de 2009.
En noviembre de 2011, Disney Interactive compró Babble Media Inc. para incorporarlos al Mom and Family Portfolio. En marzo de 2014, Disney Interactive anunció el despido de 700 personas o un cuarto de su personal total debido al cierre de pequeños sitios web de Disney Online incluyendo BabyZone.com y Spoonful.com. Se anunció que se concentrarían menos en publicidad y más en patrocinios para Disney Online para ajustarse a la experiencia que Disney desea ofrecer.

#### Unidades de Disney Online
- disney.com
  - Disney Online Kerpoof Studios
- Los sitios web Disney Family Network[1] -  también llamados "Mom and Family Portfolio"
  - AmazingMoms.com[19]
  - DisneyFamily.com
  - Babble.com, sitio de blogueras madres[25]
  - Babyzone.com (cerrado)[4]
  - FamilyFun.com
  - Funschool.com[19]
  - iParenting.com[25]
  - Kaboose.com
  - ParentZone.com
  - Spoonful.com (cerrado)[4]
  - Zeeks.com[19]

- DigiSynd, Marketing de redes sociales
- Take180 -canal de Youtube de Disney[38]